# Maesa tabacifolia
Maesa tabacifolia är en viveväxtart som beskrevs av Carl Christian Mez. Maesa tabacifolia ingår i släktet Maesa och familjen viveväxter. Inga underarter finns listade i Catalogue of Life.